# Irmãs Fox

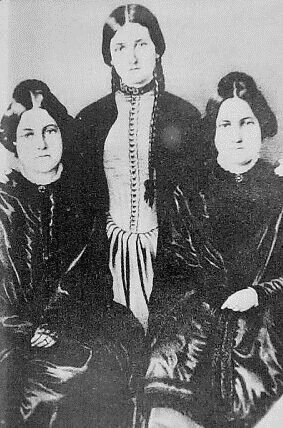
As irmãs Fox. Da esquerda para a direita: Margaret, Kate e Leah.

As Irmãs Fox foram três mulheres que, nos Estados Unidos tiveram um importante papel na gênese do espiritualismo. As irmãs eram Katherine "Kate" Fox (1837–1892), Leah Fox (1814–1890) e Margaret "Maggie" Fox (1833–1893). As irmãs fizeram sucesso por muitos anos como médiuns que diziam possibilitar espíritos a se manifestarem por batidas (tiptologia).
Em 1888, Margaret confessou que as batidas eram uma farsa, mostrando publicamente o método que usavam para enganar o público. No ano seguinte, tentou se retratar, dizendo que na verdade eram manifestações mediúnicas, mas a reputação das irmãs já havia sido arruinada.

## Biografia

### A família Fox
Em 11 de dezembro de 1847, a família Fox, de origem canadense, instalou-se em uma casa modesta na povoação de Hydesville, no estado de Nova Iorque, distante cerca de trinta quilômetros de Rochester.
O grupo compunha-se do pai, John D. Fox, a mãe Margareth e suas duas filhas mais novas: Kate e Margareth. O casal possuía outro filhos mais velhos, incluindo Leah, que morava em Rochester, onde lecionava música. Em 1885 Leah, que então havia adotado o sobrenome Underhill após um casamento, escreveu um livro chamado "The Missing Link" , no qual faz referência às supostas faculdades paranormais de seus ancestrais.
Inicialmente, apenas Margareth e Kate tomaram parte nos acontecimentos. Posteriormente, Leah juntou-se a elas e teve participação ativa nos episódios subsequentes ao de Hydesville.

### Os acontecimentos de Hydesville
Em 1848, as duas irmãs mais novas - Catherine (Kate, na época com 10 anos) e Margaret (Maggie, na época com 14 anos) - moravam numa casa de Hydesville, no estado de Nova Iorque, com seus pais. A casa já possuía uma reputação de ser mal-assombrada, mas foi a partir de março que a família começou a se assustar com sons de origem desconhecida que incluíam ruídos de batidas e de mobília se movendo.
Em 1888, Margaret revelou de onde vinham as misteriosas batidas:
"Quando nos deitávamos à noite, costumávamos amarrar uma maçã a um barbante e subir e descer o barbante, fazendo a maçã bater no chão, ou então soltávamos a maçã no piso, fazendo um ruído estranho cada vez que ela quicava. Nossa mãe escutou os ruídos por algum tempo. Ela não entendia e não suspeitava que seríamos capazes de fazer esse truque porque éramos tão jovens".
Durante a noite do dia 31 de março, Kate teria "desafiado" o autor invisível dos ruídos, que presumiam ser um espírito, a imitar seus estalos de dedos. "Ele" o fez. Então pediram que "ele" batesse as idades das meninas. "Ele" o fez. Os vizinhos foram chamados e, ao longo dos dias subsequentes, desenvolveram um código onde as batidas podiam significar sim ou não, em resposta a uma pergunta, ou podia ser usado para indicar uma letra do alfabeto.
Posteriormente, a suposta entidade alegou ser o espírito de um mascate chamado Charles B. Rosna, quer teria sido assassinado cinco anos antes e enterrado no porão. Não há relato de nenhuma pessoa desaparecida com este nome.
Margaret Fox, posteriormente, contou que:
"Eles [os vizinhos] acreditavam que alguém havia sido assassinado na casa. Eles perguntavam aos espíritos sobre isso e nós respondíamos com uma batida para responder 'sim,' não três como passamos a fazer depois disso. Os vizinhos concluíram que o homicídio devia ter ocorrido dentro da casa. Eles procuraram toda a região pelos nomes das pessoas que haviam morado na casa. Finalmente, eles encontraram um homem chamado Bell, e afirmaram que este pobre homem inocente teria cometido um assassinato na casa e que os ruídos vinham do espírito da pessoa assassinada. O pobre Bell passou a ser evitado e visto como um homicida por toda a comunidade."

### As escavações na adega
Através de combinação alfabética com as pancadas produzidas, as irmãs Fox teriam obtido a identidade daquele que supostamente produzia os sons. Tratar-se-ia de um mascate de nome Charles B. Rosma, o qual tinha trinta e um anos quando, quatro anos antes, teria sido assassinado naquela casa e enterrado na adega. O assassino teria sido um antigo inquilino o que, pela data, levou a deduzir que o crime poderia ter sido cometido pelo Sr. Bell. Os mais interessados em esclarecer o caso resolveram escavar a adega, visando encontrar os despojos do suposto assassinado.
As escavações não levaram a quaisquer resultados uma vez que não foram encontrados quaisquer indícios de restos mortais. Por essa razão foram suspensas.
Em 1904, restos mortais foram encontrados na adega quando uma parede falsa desmoronou. O Boston Journal publicou em 22 de novembro de 1904 uma matéria afirmando ter sido encontrado o corpo do suposto mascate. No entanto, a polícia não abriu inquérito à época, já que um médico que examinou os ossos descobriu se tratar de apenas fragmentos de ossos sem coerência, incluindo ossos de galinha, e concluiu tratar-se de alguém pregando uma peça. Alguns anos depois, passaram a afirmar que os restos haviam sido encontrados juntamente com uma maleta metálica na adega, embora não haja menção da maleta nas primeiras notícias do achado. Os ossos e a maleta se encontram hoje no Museu de Lily Dale. O investigador Joe Nickell concluiu, após examinar a maleta e a origem dos ossos, que se tratava de mais uma farsa. Parte dos ossos foi identificada como sendo de animais. Nunca houve confirmação da existência do suposto mascate ou de alguém com nome parecido. Além disto, a suposta parede falsa na verdade se tratava de uma expansão da fundação, e não do esconderijo de uma cova secreta.

### O movimento espiritualista espalha-se
As duas meninas, Margareth e Kate, foram afastadas de sua casa, pois se suspeitava que os fenômenos fossem ligados sobretudo à sua presença. Margareth passou a morar com o seu irmão David Fox. Kate mudou-se para Rochester, onde ficou em casa de sua irmã Leah, então casada e agora Sra. Fish. Entretanto, os ruídos insistiam em acompanhar as irmãs Fox; onde quer que elas se encontrassem, registravam-se os fenômenos. Agora se observava mesmo uma espécie de contágio, pois, Leah Fish, a irmã mais velha, passou a apresentar também fenômenos mediúnicos. Em pouco tempo, começaram a ser observados no seio de outras famílias. Como consta no livro História do Espiritismo:
"Era como uma nuvem psíquica, descendo do alto e se mostrando nas pessoas suscetíveis. Sons idênticos foram ouvidos em casa do Reverendo A. H. Jervis, ministro metodista residente em Rochester. Poderosos fenômenos físicos irromperam na família do Diácono Hale, de Greece, cidade vizinha de Rochester. Pouco depois a Sra. Sarah A. Tamlin e a Sra. Benedict de Auburn, desenvolveram notável mediunidade (...)."
O movimento espalhar-se-ia, mais tarde, pelo mundo, conforme fora afirmado em uma das primeiras comunicações através das irmãs Fox. As próprias forças invisíveis teriam insistido para que se fizessem reuniões públicas onde elas pudessem manifestar-se ostensivamente.
As irmãs viveram por cerca de 10 anos relacionadas com o fenômeno espiritualista, principalmente realizando apresentações dos seus poderes mediúnicos. Nas primeiras dessas apresentações, membros da platéia conhecidos na sociedade e incrédulos eram convidados a examinar as irmãs e verificar a ausência de quaisquer equipamentos ou montagens que pudessem ser usados.
Por conveniência, porém, cada vez mais as irmãs aderiam à apresentações e caminhos individuais no uso de sua suposta mediunidade. Em 1858, por conta dos seus casamentos, Maggie e Leah retiraram-se da militância espiritualista, ficando apenas Kate como expoente médium da família.
Além de batidas, outros supostos tipos de mediunidade que Kate possuía eram a capacidade de produzir luzes espirituais, escrita direta, aparecimento de formas materializadas e poltergeist.
Nos anos 1870 o proeminente cientista Sir William Crookes fez vários experimentos com diversos médiuns, incluindo Kate, e concluiu que ela realmente tinha tais capacidades mediúnicas. No entanto, Crookes era descrito como crédulo, e diversos dos médiuns que ele investigou e atestou autenticidade foram pegos usando truques.

### Confissão
Em 1851, a Sra. Norman Culver, parente da família Fox, admitiu em uma declaração assinada que as havia ajudado durante as sessões, tocando-as para indicar quando as batidas deveriam ser feitas. Ela também afirmou que Kate e Margaret revelaram a ela o método de produzir os raps estalando os dedos dos pés e usando os joelhos e tornozelos.
Ao longo dos anos, as irmãs Kate e Margaret desenvolveram sérios problemas com alcoolismo. Por volta de 1888, elas se envolveram em uma briga com sua irmã Leah e outros importantes espíritas, que estavam preocupados que Kate estava bebendo muito para cuidar adequadamente de seus filhos. Ao mesmo tempo, Margaret, contemplando um retorno à fé católica romana, se convenceu de que seus poderes eram diabólicos. Ansiosas por prejudicar Leah o máximo possível, as duas irmãs viajaram para a cidade de Nova York, onde um repórter ofereceu US$ 1 500 se elas "expusessem" seus métodos e lhe dessem uma exclusividade na história. Margaret apareceu publicamente na New York Academy of Music em 21 de outubro de 1888, com Kate presente. Diante de uma audiência de 2 000 pessoas, Margaret demonstrou como ela poderia produzir - à vontade - raps audíveis em todo o teatro. Médicos da plateia subiram ao palco para verificar se o estalo nas juntas dos dedos dos pés era a fonte do som.
Margaret contou sua história sobre as origens dos misteriosos "rappings" em uma confissão assinada dada à imprensa e publicada no New York World em 21 de outubro de 1888. Nele, ela explicou os eventos de Hydesville.

Ela explicou sobre sua carreira como médium depois de deixar sua casa para começar suas viagens espíritas com sua irmã mais velha, a Sra. Underhill:
"A Sra. Underhill, minha irmã mais velha, levou Katie e eu para Rochester. Foi aí que descobrimos uma nova maneira de fazer as batidas. Minha irmã Katie foi a primeira a descobrir que por esfregar os dedos podia produzir certo ruído com as juntas e que o mesmo efeito podia ser produzido com os artelhos. Descobrindo que podíamos criar ruídos com nossos pés - primeiro com um pé, depois com ambos - praticamos até poder fazer isso com facilidade quando a sala estava às escuras. Ninguém suspeitava de que fosse um truque nosso pois éramos crianças ainda tão novas... todos os vizinhos julgavam que havia algo, e desejaram descobrir do que se tratava. Estavam convencidos de que alguém havia sido assassinado na casa. Perguntaram-nos a respeito, e praticávamos as pancadas, sendo uma para "sim", três para "não", como passamos fazer daí por diante. Nada sabíamos sobre espiritualismo então. O assassinato, concluíram, devia ter sido cometido na casa. Finalmente, encontraram um homem chamado Bell e disseram que o pobre inocente havia cometido um assassinato na casa, e que aqueles sons procediam dos espíritos das pessoas assassinadas. O pobre Bell passou a ser evitado e visto como assassino por toda a comunidade. No que tange a espíritos, nem eu nem minha irmã pensávamos a respeito disso... Tenho visto tanto engano danoso que estou disposta a prestar assistência o quanto puder e positivamente declarar que o espiritualismo é uma fraude da pior descrição. Faço isso perante Deus, e minha ideia é denunciá-lo... Estou convicta de que esta declaração, partindo solenemente de mim, a primeira e mais bem sucedida nesse engano, romperá a força do rápido crescimento do espiritualismo e comprovará ser tudo uma fraude, hipocrisia e engano."
No mesmo periódico, em 10 de outubro de 1888, Kate disse:
"O espiritualismo é fraude do princípio ao fim. É a major impostura do século. Não sei se ela já lhe disse isso, mas Maggie e eu começamos quando éramos crianças muito pequeninas, pequenas e inocentes demais para compreendermos o que fazíamos. Nossa irmã Leah contava vinte e três anos mais que nós, Iniciadas no caminho do engano e encorajadas a isso, continuamos, é claro. Outros, com bastante idade para se envergonharem de tal infâmia, apresentaram-nos ao mundo. Minha irmã Leah publicou um livro intitulado O Elo que faltava ao Espiritualismo. Pretende contar a verdadeira história do movimento, tanto quanto se originou conosco. Ora, só há no livro falsidade do início ao fim. Salvo o fato de que foi Horace Greeley que me educou. O restante é uma cadeia de mentiras."
Ela também escreveu:
"Muitas pessoas, ao ouvirem as batidas, imaginam de imediato que os espíritos estão as tocando. É uma ilusão muito comum. Algumas pessoas muito ricas vieram me ver há alguns anos quando eu morava na rua 42 e eu fiz algumas batidas para elas. Fiz o espírito bater na cadeira e uma das senhoras gritou: 'Eu sinto o espírito batendo no meu ombro.' Claro, isso foi pura imaginação."
Quando perguntada sobre às manifestações de Hydesville em 1848 e aos ossos encontrados na adega, respondeu: "Tudo fraude, sem exceção. Contudo, Maggíe e eu somos as fundadoras do espiritualismo!"
E continuou:
"Debaixo do nome dessa terrível, horrorosa hipocrisia — o espiritualismo — tudo que há de impróprio, mau e imoral é praticado. Vão tão longes a ponto de terem o que chamam 'filhos espirituais'! Pretendem algo como a Imaculada Conceição! Coisa alguma poderia ser mais blasfematória, mais nojenta, mais altamente fraudulenta! Em Londres, fui disfarçada, a uma sessão privada em casa de um homem rico. Vi uma chamada 'materialização'. O efeito foi obtido por meio de papel luminoso cujo brilho se refletia sobre o refletor. A figura assim exibida era a de uma mulher – virtualmente um nu; envolvia-a uma gaze transparente. O rosto apenas se achava oculto. Era essa uma das sessões a que são admitidos alguns amigos privilegiados, não 'crentes', de espíritas 'crentes há, porém, outras sessões a que só são admitidos os mais provados e fiéis; aí ocorrem as coisas mais vergonhosas, que rivalizam com as saturnálias secretas dos antigos romanos. Não posso descrever-lhe essas coisas, porque não ousaria."
Harry Houdini, o mágico que dedicou grande parte de sua vida para desmascarar as afirmações espiritualistas, forneceu este insight:
"Quanto à ilusão do som. As ondas sonoras são desviadas assim como as ondas de luz são refletidas pela intervenção de um meio adequado e, sob certas condições, é difícil localizar sua fonte. Stuart Cumberland me contou sobre um teste interessante para provar a incapacidade de uma pessoa vendada em rastrear o som até sua fonte. É extremamente simples; basta clicar duas moedas sobre a cabeça da pessoa vendada."
Pressionada pelo movimento espiritualista e por sua terrível situação financeira, Margaret retratou sua confissão por escrito em novembro de 1889, cerca de um ano após sua exposição. Ela havia tentado retornar às apresentações espíritas, mas nunca mais atraiu a atenção ou a clientela das carreiras anteriores das irmãs. Em poucos anos, as duas irmãs morreram na pobreza, evitadas por ex-apoiadores.